# Чижиков Віктор Олександрович
Чижиков Віктор Олександрович (рос. Чижиков Виктор Александрович; 26 вересня 1935, Москва — 20 липня 2020, там само) — радянський та російський художник-карикатурист, автор образу Олімпійського Мішки, талісману літніх Олімпійських ігор 1980 року в Москві. Народний художник Російської Федерації (2016).

## Життєпис
Народився 26 вересня 1935 року в Москві в родині службовців. У 4 роки переїхав з Москви, під час евакуації, в село Крестово-Городище (Ульяновська область) на березі Куйбишевського водосховища, де навчався в сільській школі три роки (з серпня 1941-го — по квітень 1944-го). У 1953 році закінчив московську середню школу № 103. 1952 року почав працювати в газеті «Жилищный работник», де отримав перший досвід роботы карикатуриста. У 1953—1958 роках навчався в Московському поліграфічному інституті на художньому відділенні. Відомо, що його найкращим другом був Микола Борисов.
Із 1955 року працював в журналі «Крокодил», з 1956 року — в журналі «Весёлые картинки», з 1958 року — в журналі «Мурзилка», з 1959 року — в журналі «Вокруг света». Також працював в «Вечерней Москве», «Пионерской правде», «Юному натуралісті», «Молодой гвардии», «Огоньке», «Пионере», «Неделе» та інших періодичних виданнях.
Із 1960 року илюстрував книги у видавництвах «Малыш», «Детская литература», «Художественная литература» та інших.
Був членом Спілки журналістів Росії (1960—2020), членом Спілки художників Росії (1968—2020), членом редколегії журналу «Мурзилка» (1965—2020). Був головою журі конкурсу дитячого малюнку «Тік-так», організованого телекомпанією «Мир» (1994—2020), а також головою Ради з детячої книги Росії (2009—2020).
Праці художника знаходяться в зібранні Державного музею образотворчих мистецтв імені О. С. Пушкіна.
Багато років страждав дальтонізмом, та, незважаючи на те, створив талісман Олімпіади-1980 в Москві — Олімпійського Мішку.
Помер 20 липня 2020 року у Москві в 84-річному віці. Похований на Востряковському кладовищі.

## Особисте життя
Зі своєю дружиною Зінаїдою одружився 1964 року, шлюб тривав до самої смерті художника. Подружжя мало єдиного сина, який помер у 44-річному віці.

## Нагороди та відзнаки
- Орден «Знак Пошани»
- Народний художник Російської Федерації (14 травня 2016 р.)
- Заслужений художник Російської Федерації (14 вересня 1981 р.)
- Орден «Золоте дитяче сонце» німецького журналу «Буммі» (1979)
- Премія імені Г. К. Андерсена (1980)
- Почесний Знак Олімпійського комітету та Диплом Академії мистецтв СРСР за створення образу Олімпійського Мішки, талісману Московських олімпійських ігор (1980)
- Лауреат щорічної професійної премії за найвищі досягнення у жанрі сатири та гумору «Золотий Остап» (1997)
- Премія імені Л. М. Толстого (Москва, 2002)
- Срібна медаль Російської академії мистецтв за серією шаржів «Обличчя друзів» (Москва, 2003)
- Подяка Міністерства культури і масових комунікацій Росії (2007)